# 판후이

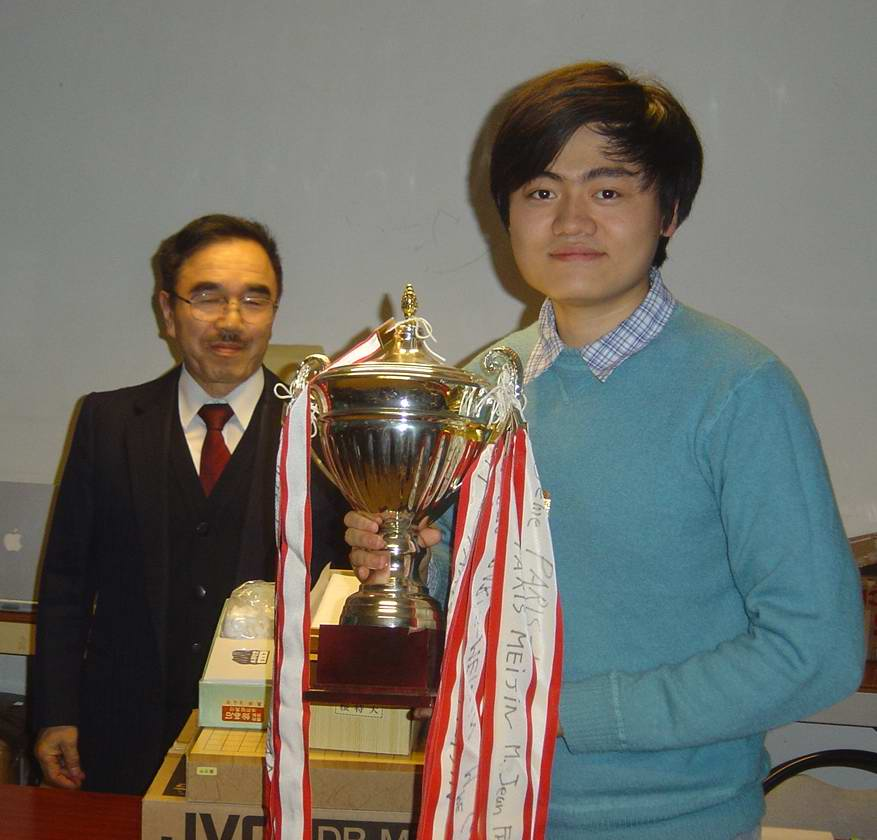

판후이(중국어: 樊麾, 병음: Fán Huī, 1981년 12월 27일 ~ )는 중국 태생의 프랑스 바둑 선수이다. 1996년 바둑 프로 선수가 된 판은 2000년 프랑스로 이주해 2005년 프랑스 국가대표팀 감독을 맡았다. 2013년, 2014년, 2015년 유럽 바둑챔피언십에서 우승했다. 2015년 기준 2단 프로급 선수이다. 또한 2016년 유럽 프로 바둑 선수권 대회에서도 우승했다.

## 알파고 대 판후이
2015년 10월 판후이는 구글 딥마인드 AI 프로그램 알파고에 5-0으로 패했다. 이는 AI가 핸디캡 없이 게임에서 처음으로 인간 프로 선수를 이겼다. 팬은 이 프로그램에 대해 "아주 강하고 안정적이다. 벽처럼 보인다"고 설명했다. 또, "알파고가 컴퓨터인 건 알지만, 누가 말해주지 않으면 그 선수가 좀 이상하다고 생각할 수도 있겠지만, 아주 강한 선수였다. 진짜 사람이다."라고 말했다.
패배 후 판후이는 알파고 팀에 조언을 제공하기 위해 고용되었으며 바둑 이론에 대한 "온전한 점검"을 제공했다. 알파고 대 이세돌 대결의 심판을 맡아 직접 참관하기도 했다. 그는 나중에 알파고 웹사이트에서 경기에 대한 해설을 편집하는 데 도움을 주었다.
판후이는 2017년 10월 19일 네이처 저널에 게재된 알파고 제로에 관한 딥마인드 논문의 저자 중 한 명이다.